# Danielle Carruthers
Danielle Carruthers (Estados Unidos, 22 de diciembre de 1979) es una atleta estadounidense, especialista en la prueba de 100 m vallas, con la que llegó a ser subcampeona mundial en 2011.

## Carrera deportiva
En el Mundial de Daegu 2011 gana la medalla de plata en los 100 metros vallas, con un registro de 12,47 segundos que supuso su mejor marca personal, quedando situada en el podio tras la australiana Sally Pearson y por delante de su compatriota la también estadounidense Dawn Harper.